# سعدية (صوفية)
السعدية طريقة صوفية، لها أصولها وقواعدها وهي منتشرة في مختلف البلاد الإسلامية خاصة في بلاد الشام ومصر وتركيا والمغرب وغيرها، وهي منسوبة للشيخ سعد الدين الجباوي الشيباني الإدريسي الحسني.

## سند الشيخ في الخرقة
وأما سنده في الطريقة للشيخ سندان في الطريق أحدهما وهبي والآخر كسبي؛ فأما الوهبي فهو ما اشتهر بين العام والخاص من القصة الشهيرة التي أكرمه الله بها بلقاء سيد الخلق محمد رسول الله ولقنه الذكر وألبسه رداءه الشريف فانجذب إلى مولاه وصار ببركة المصطفى من العارفين فقد فتح الله عليه فتوح العارفين فأصبح من أكابر الواصلين إضاءت أوقاته بالوصل وأشرقت أوقاته بالوصل وأشرقت أنواره في سماء الفضل والأمر فوق ما يقال على يد سيد الخلق وصحابته السادة المتقين م.فهذه الطريقة الوهبية المأخوذة عن خير البرية .
وأما سنده الكسبي: فقد أخذ الطريقة ولبس الخرقة عن والده ومرشده الشيخ يونس الشيباني المكي الحسني، وهو أخذ الطريقة عن الشيخ أبو بكر النساج عن أبي القاسم الجرجاني عن أبي عثمان المغربي عن أبي علي الكاتب عن الشيخ علي الروذبادي عن شيخ الطائفة الجنيد البغدادي عن خاله السري السقطي عن معروف الكرخي عن الإمام علي الرضى عن الإمام موسى الكاظم عن والده الإمام جعفر الصادق والده الإمام عن محمد الباقر عن والده الإمام علي زين العابدين والده الإمام عن والده الإمام الحسين السبط عن والده الإمام علي عن ابن عمه سيد الأنبياء والرسل رسول الله.

## أوراد الطريقة
- الورد الأصغر: وهو وظيفة تتلى صباحاً ومساءً بترتيب وأعداد مخصوصة، تشتمل على قراءة (الفاتحة والإخلاص والمعوذتين وأول سورة البقرة وآخرها مع آية التوحيد وآية الكرسي)، والصلاة على محمد ، والاستغفار، وذكر الله، والدعاء.
- الورد الأوسط: وهو وظيفة تتلى صباحاً ومساءً بترتيب وأعداد مخصوصة، تشتمل على ما تقدم في الورد الأصغر بأعداد مختلفة.
- الورد الأكبر: وهو: وظيفة تتلى يومياً بترتيب وأعداد مخصوصة، تشتمل على ذكر الله بسبعة من أسمائه الحسنى، كل على حدة، ولا يُنتقل من اسم إلى آخر إلا بإشارة من الشيخ، وتتراوح أعداد الذكر بين عشرة آلاف (10000) ومائة ألف (100000) مرة.[1]

وتلك الأسماء هي: (لا أله إلا الله، الله، هو، حي، واحد، قيوم، قهار)، ولكل اسم منها توجه خاص.
وهذه الأوراد الثلاثة هي الأوراد الخاصة.
ومن جملة الأوراد الأخرى: الورد المثلث * الورد المسبَّع * الورد الفضِّي * الورد الرائد (المسمى بحزب الفتوحات) * حزب الصفا * حزب الأنوار والتحصين * مجموعة أوراد الليالي والأيام.